# Idiocera (Idiocera) insidiosa
Idiocera (Idiocera) insidiosa is een tweevleugelige uit de familie steltmuggen (Limoniidae). De soort komt voor in het Palearctisch gebied.